# Tetuán (metrostation)
Tetuán is een metrostation in het stadsdeel van de Spaanse hoofdstad Madrid. Het station werd geopend op 6 maart 1929 en wordt bediend door lijn 1 van de metro van Madrid.